# 피카부 (프로게이머)
피카부(본명: 이종범, 1997년 3월 25일 ~ )은 대한민국의 전직 리그 오브 레전드 프로게이머이다. 포지션은 서포터이며 Piccaboo라는 아이디를 사용했다.

## 선수 생활
2013년 4월, CTU에서 커리어를 시작했다.
2013년 10월, 제닉스 스톰에 입단했다. 윈터시즌 좋은 모습을 보여주었으며 팀의 8강 진출에 기여했다.
2014년 2월, 진에어 그린윙스 스텔스에 입단했다. 하지만 용병이었음이 드러났으며 이틀 후 퇴단했다.
2014년 6월, 삼성 갤럭시 블루에 입단했다. 
2015시즌을 앞두고 SK텔레콤 T1에 입단했다. 스프링 시즌 초반 울프의 서브 선수로 활동하면서 간간히 출전했다. 스프링 2라운드부터는 손목 부상으로 인해 출전하지 못했다.
2015년 6월, KT 롤스터에 입단했다. 서머 시즌 팀의 결승 진출에 기여했지만 SK텔레콤에게 패배하면서 준우승에 머물렀다.리그 오브 레전드 월드 챔피언십 2015에는 로스터에 포함되면서 참가했다. 롤드컵에서는 팀의 8강 진출에 기여했다.
2015시즌 종료 후 팀에서 퇴단했다.

## 소속팀
| # | 팀명                   | 소속 기간             | 소속 리그 | 비고 |
| - | ---------------------- | --------------------- | --------- | ---- |
| 1 | CTU                    | 2013.04.02~2013.10.14 | LCK       |      |
| 2 | 제닉스 스톰            | 2013.10.14~2014.02.02 | LCK       |      |
| 3 | 진에어 그린윙스 스텔스 | 2014.02.08~2014.02.10 | LCK       |      |
| 4 | 삼성 갤럭시 블루       | 2014.06~2014.11.17    | LCK       |      |
| 5 | SK텔레콤 T1            | 2014.12.02~2015.05.18 | LCK       |      |
| 6 | KT 롤스터              | 2015.06.16~2015.12.01 | LCK       |      |

## 수상 내역
- IEF 2013 우승
- 리그 오브 레전드 챔피언스 코리아 스프링 2015 우승
- 리그 오브 레전드 챔피언스 코리아 서머 2015 준우승
- 리그 오브 레전드 월드 챔피언십 2015 8강